# Pelota basca nos Jogos Olímpicos de Verão de 1900
A pelota basca estreou como modalidade olímpica nos Jogos Olímpicos de Verão de 1900 em Paris. Apenas duas equipes intervieram na disputa que ocorreu em 14 de junho.
Essa foi a única edição dos Jogos Olímpicos em que a pelota basca participou como esporte oficial. Nos Jogos de 1968 e 1992 a modalidade foi disputada como esporte de demonstração, sem distribuição de medalhas.
Em Paris, a disputa aconteceu entre apenas duas duplas. O placar é desconhecido.

## Duplas masculinas

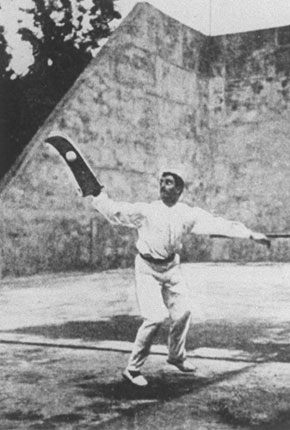
A pelota basca esteve presente nos Jogos de Paris em 1900.

| Ouro   | ESP Espanha José de Amézola y Aspizúa Francisco Villota |
| Prata  | FRA França Maurice Durquetty Etchegaray                 |
| Bronze | Nenhuma                                                 |